# Somerset (ostrov)
Somerset je velký neobydlený ostrov oddělený asi dva kilometry širokým Bellotovým průlivem od poloostrova Boothia v oblasti Qikiqtaaluk v teritoriu Nunavut v Kanadě. Má rozlohu 24 786 km², což z něj činí 46. největší ostrov na světě a 12. největší ostrov Kanady.

## Historie
Okolo roku 1000 bylo severní pobřeží ostrova Somerset obydlené Thuly, o čemž svědčí velrybí kosti, tunely a kamenné zříceniny.
V roce 1819 ostrov viděl jako první Evropan William Parry. Roald Amundsen v roce 1904 úspěšně podnikl severozápadní průjezd lodí Gjøa, když proplul mezi Somersetem a Ostrovem prince Waleského. Henry Larsen tamtudy jako druhý proplul v roce 1943, ale zjistil, že je příliš zamrzlá a pro obchodní lodě nebezpečně mělká.
V letech 1937–1948 tu fungoval obchod Fort Ross a do roku 1991 byl ostrov příležitostně obýván.